# Der gläserne Schlüssel (Roman)
Der gläserne Schlüssel (engl. The Glass Key 1931) ist ein Roman von Dashiell Hammett. Dieses Buch ist sein vierter „harter Roman“ (vgl. Hardboiled detective) und sein politischster.

## Handlung
Der Roman handelt in einer Stadt irgendwo in den USA, beherrscht von einer Clique korrupter, amoralischer und fast ausschließlich auf ihren Eigennutz bedachter Männer (die Frauen kommen ein wenig besser weg).
Ob nun der Senator, der seine Wiederwahl erreichen will, der Polizeipräsident, der seinen Job behalten möchte, der ein oder andere Nachtclubbesitzer, Gauner, Spieler oder Zocker, die um ihre Vorteile bangen, oder Paul Madvig, der die meisten Fäden in der Hand hält, bis auf den zur Tochter des Senators und seiner eigenen, sie alle stecken tief im Sumpf.
Eine Ausnahme bildet der Held des Buches Ned Beaumont. Zwar ist er nicht weniger eigensüchtig und amoralisch, aber ein bisschen weniger korrupt, ein wenig loyaler und vor allem nicht so tief im Sumpf.

## Fazit
Hammett nimmt hier, nach Rote Ernte, zum zweiten Mal in einem Roman, die Korruption und die Verstrickung der amerikanischen Politik mit dem organisierten Gangstertum, wie sie wohl zu dieser Zeit (Prohibition) herrschte, zum Thema eines Romans.

## Film
- 1935: Der gläserne Schlüssel (The Glass Key) – (mit George Raft)
- 1942: Der gläserne Schlüssel (The Glass Key) – (mit Veronica Lake und Alan Ladd) ein Schlüsselfilm des Film Noir.
- 1990: Miller’s Crossing – Regie und Drehbuch: Ethan und Joel Coen (mit Gabriel Byrne und Albert Finney)